# Tercer grado (interrogatorio)

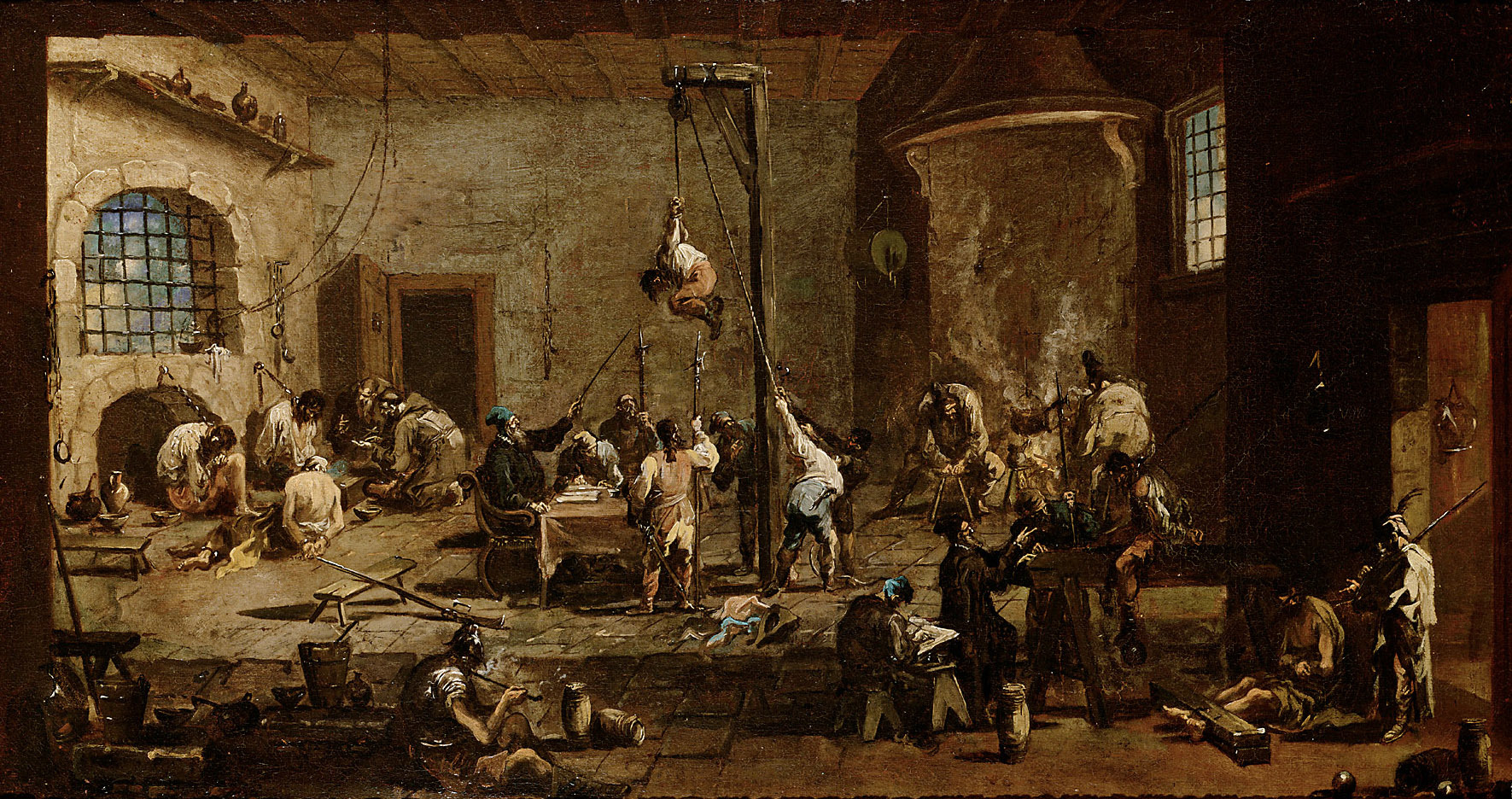
Óleo de Alessandro Magnasco (c. 1710) que muestra diversos interrogatorios violentos.

El tercer grado es un eufemismo de "infligir dolor, físico o mental, para extraer confesiones o declaraciones". En 1931 la Comisión Wickersham encontró que el uso de tercer grado se encontraba ampliamente esparcido en los Estados Unidos. Se desconoce el origen del término, aunque se manejan diversas hipótesis.

## Posibles orígenes
- El tercer grado de la francmasonería y los rigurosos procedimientos para avanzar a ese nivel.[1]
- El término puede haber sido forjado por Richard H. Sylvester, el Jefe de policía de Washington D. C. en 1910. Él dividió los procedimientos policiales en arresto como primer grado, transporte a la cárcel como segundo grado, e interrogatorio como tercer grado.[2][3][4]
- También pudo haber sido creado por Thomas F. Byrnes, quizás como un juego de palabras, como en quemadura en tercer grado.[5]